# Сусловичи
Сусловичи — деревня в Краснинском районе Смоленской области России. Входит в состав Малеевского сельского поселения. Население — 31 житель (2007 год).
Расположена в западной части области в 18 км к юго-востоку от Красного, в 20 км южнее автодороги Р135 (Смоленск — Красный — Гусино), на берегу реки Ляховка. В 35 км северо-западнее деревни расположена железнодорожная станция Гусино на линии Москва — Минск.
В селе родился Герой Советского Союза Василий Миненков.

## История
В годы Великой Отечественной войны деревня была оккупирована гитлеровскими войсками в июле 1941 года, освобождена в сентябре 1943 года.

## Достопримечательности
Руины церкви Николая Чудотворца, 1769 г.